# Tyrannopsis
Genre
Tyrannopsis est un genre d'oiseaux de la famille des Tyrannidae.

## Liste des espèces
Selon la classification de référence du Congrès ornithologique international (version 9.1, 2019) :
- Tyrannopsis sulphurea (von Spix, 1825) – Tyran des palmiers